# Florian Tarło
Florian Andrzej Tarło herbu Topór (ur. 4 maja 1771, zm. 6 stycznia 1827 w Piekoszowie) – rotmistrz chorągwi 5. Brygady Kawalerii Narodowej.
Wnuk generała majora wojsk koronnych Adama Tarły, syn Szymona Tarły starosty skalskiego. W 1792 roku został kawalerem Orderu Świętego Stanisława.